# Championnats du monde de cyclisme sur piste 2021
Navigation
2020 2022
Les 111e Championnats du monde de cyclisme sur piste se déroulent du 20 au 24 octobre 2021 sur le vélodrome couvert régional Jean-Stablinski, à Roubaix, en France. 22 épreuves sont au programme, soit deux de plus que lors des mondiaux précédents, avec l'ajout de titres pour la course à l'élimination, tandis que pour la première fois la vitesse par équipes féminine se dispute avec trois coureuses. C'est la seizième fois que la France accueille les mondiaux sur piste, la première fois depuis 2015.
Initialement prévus à Achgabat au Turkménistan, la ville a finalement renoncé en raison des restrictions causées par la pandémie de Covid-19.

## Participation
En raison de la pandémie de Covid-19 et des restrictions de voyage internationales, des pays comme l'Australie et la Nouvelle-Zélande ont peu de représentants engagés dans ces championnats,. D'autres part, les Pays-Bas, nation dominante de la discipline lors des dernières compétitions internationales, ne participent pas à plusieurs épreuves en raison d'absence de participations sur les disciplines en question lors de la Coupe des nations 2021. Ainsi, les récents champions d'Europe de l'américaine (Yoeri Havik et Jan-Willem van Schip) et de vitesse par équipes (Kyra Lamberink, Shanne Braspennincx, Hetty van de Wouw et Steffie van der Peet) ne sont pas au départ de ces épreuves lors de ce mondial,,.
Pour la première fois, quatre cyclistes nigérianes se sont qualifiées pour ces championnats. La Fédération nigériane est dirigée par l'italien d'origine Giandomenico Massari, qui vit au Nigeria depuis des décennies et qui s'est donné pour mission de qualifier le pays pour les prochains Jeux olympiques,.

## Faits marquants
L'équipe la plus titrée de ces championnats du monde est l'Allemagne avec un total de onze médailles, dont six médailles d'or, soit le meilleur résultat pour une équipe allemande depuis des décennies. Les médailles d'or ont toutes été remportées par des athlètes féminines. Outre la poursuite par équipes, les allemandes réalisent un triplé historique en poursuite individuelle : Lisa Brennauer est devenue championne du monde, devant Franziska Brauße et Mieke Kröger. Jamais auparavant trois femmes d'un même pays n'étaient montées sur le podium de la poursuite féminine. Il faut remonter au triplé français sur la vitesse en 2001 pour trouver trace du dernier podium composé par un seul pays. L'athlète la plus titrée de ces mondiaux est l'Allemande Lea Sophie Friedrich, qui a remporté trois titres et une médaille d'argent en quatre épreuves. Seule sa compatriote Emma Hinze est parvenue à la battre sur le tournoi de vitesse, pour conserver on titre.
Dans les disciplines de vitesse masculine, les deux athlètes néerlandais Harrie Lavreysen et Jeffrey Hoogland ont une nouvelle fois dominé l'adversité. Lavreysen est devenu champion du monde de vitesse et du keirin, tandis que Hoogland a remporté le kilomètre, et tous deux sont devenus champions du monde de vitesse par équipes avec Roy van den Berg. Battu une fois encore par Lavreysen en finale de la vitesse, Hoogland est rentré dans l'histoire en étant le premier coureur à remporter des médailles dans les quatre disciplines du sprint lors d'une même édition. Leurs victoires et celle de Kirsten Wild et Amy Pieters sur l'américaine ont permis à l'équipe néerlandaise de se classer deuxième au tableau des médailles (dix médailles au total, dont cinq en or). La troisième place est revenue à l'équipe d'Italie avec dix médailles (quatre d'or).
Le premier jour des compétitions, le trio féminin allemand composé de Pauline Grabosch, Emma Hinze et Lea Sophie Friedrich est devenu champion du monde de vitesse par équipes pour la deuxième fois après 2020, en établissant trois nouveaux records du monde en quelques heures, le dernier en 46,064 secondes. Le lendemain, le quatuor féminin allemand composé de Franziska Brauße, Lisa Brennauer, Mieke Kröger et Laura Süßemilch  remporte l'or dans la poursuite par équipes, réalisant le triplé en un an après la victoire olympique (avec un record du monde) et le titre européen.
Dans la vitesse féminine, Friedrich et Hinze, deux coureuses allemandes se sont affrontées pour le titre pour la première fois, et dans la course pour la médaille bronze, deux Canadiennes se sont affrontées pour la première fois, la championne olympique Kelsey Mitchell et Lauriane Genest. Nicholas Paul de Trinité-et-Tobago a pris la deuxième place du kilomètre contre-la-montre et a ainsi obtenu le meilleur résultat aux mondiaux sur piste pour son pays, qui n'a remporté que le bronze à deux reprises (Roger Gibbon en 1967 et Gene Samuel en 1991). Dans le même temps, son compatriote Akil Campbell, frère de Teniel Campbell, est le premier cycliste de Trinité-et-Tobago à concourir dans les disciplines d'endurance.
Les Néerlandaises Kirsten Wild et Amy Pieters ont remporté le titre en course à l'américaine pour la troisième fois consécutive. Pour Wild, qui est devenu une neuvième fois championne du monde sur piste, c'était son dernier départ lors d'un championnat du monde. Chez les hommes, les champions olympiques et tenants du titres, les Danois Lasse Norman Hansen et Michael Mørkøv ont également conserver leur titre. Pour la quadruple champion du monde français Morgan Kneisky, ainsi que le Belge Kenny De Ketele, il s'agissait également de leur dernière course.

## Programme
Le programme des compétitions est le suivant (les finales sont en jaune) :
| Date       | Horaire | Tour                                                       |
| ---------- | ------- | ---------------------------------------------------------- |
| 20 octobre | 13 h 00 | Femmes - poursuite par équipes - qualification             |
| 20 octobre | 13 h 00 | Hommes - poursuite par équipes - qualification             |
| 20 octobre | 18 h 30 | Femmes - vitesse par équipes - qualification               |
| 20 octobre | 18 h 30 | Hommes - vitesse par équipes - qualification               |
| 20 octobre | 18 h 30 | Femmes - scratch - finale                                  |
| 20 octobre | 18 h 30 | Femmes - vitesse par équipes - 1er tour                    |
| 20 octobre | 18 h 30 | Hommes - vitesse par équipes - 1er tour                    |
| 20 octobre | 18 h 30 | Hommes - poursuite par équipes - 1er tour                  |
| 20 octobre | 18 h 30 | Femmes - vitesse par équipes - finale                      |
| 20 octobre | 18 h 30 | Hommes - vitesse par équipes - finale                      |
| 21 octobre | 13 h 00 | Hommes - keirin - 1er tour, repêchage, 2e tour             |
| 21 octobre | 13 h 00 | Femmes - vitesse individuelle - qualification, 1/16e, 1/8e |
| 21 octobre | 18 h 30 | Femmes - poursuite par équipes - 1er tour                  |
| 21 octobre | 18 h 30 | Femmes - vitesse individuelle - 1/4 de finale              |
| 21 octobre | 18 h 30 | Hommes - keirin - 3e tour                                  |
| 21 octobre | 18 h 30 | Hommes - poursuite par équipes - finale                    |
| 21 octobre | 18 h 30 | Hommes - scratch - finale                                  |
| 21 octobre | 18 h 30 | Hommes - keirin - finale                                   |
| 21 octobre | 18 h 30 | Femmes - poursuite par équipes - finale                    |
| 21 octobre | 18 h 30 | Femmes - course par élimination                            |
| 22 octobre | 13 h 00 | Femmes - omnium : scratch et course tempo                  |
| 22 octobre | 13 h 00 | Hommes - kilomètre - qualification                         |
| 22 octobre | 13 h 00 | Hommes - poursuite individuelle - qualification            |
| 22 octobre | 18 h 30 | Hommes - course aux points                                 |
| 22 octobre | 18 h 30 | Femmes - vitesse individuelle - 1/2 finales                |
| 22 octobre | 18 h 30 | Femmes - omnium : course par élimination                   |
| 22 octobre | 18 h 30 | Hommes - kilomètre - finale                                |
| 22 octobre | 18 h 30 | Hommes - poursuite individuelle - finale                   |
| 22 octobre | 18 h 30 | Femmes - vitesse individuelle - finale                     |
| 22 octobre | 18 h 30 | Femmes - omnium : course aux points                        |

| Date       | Horaire | Tour                                                       |
| ---------- | ------- | ---------------------------------------------------------- |
| 23 octobre | 10 h 00 | Femmes - 500 mètres - qualification                        |
| 23 octobre | 10 h 00 | Hommes - vitesse individuelle - qualification, 1/16e, 1/8e |
| 23 octobre | 10 h 00 | Hommes - omnium : scratch et course tempo                  |
| 23 octobre | 10 h 00 | Femmes - poursuite individuelle - qualification            |
| 23 octobre | 17 h 30 | Femmes - 500 mètres - finale                               |
| 23 octobre | 17 h 30 | Hommes - vitesse individuelle - 1/4 de finale              |
| 23 octobre | 17 h 30 | Femmes - course à l'américaine                             |
| 23 octobre | 17 h 30 | Hommes - omnium : course par élimination                   |
| 23 octobre | 17 h 30 | Femmes - poursuite individuelle - finale                   |
| 23 octobre | 17 h 30 | Hommes - omnium : course aux points                        |
| 24 octobre | 13 h 00 | Hommes - vitesse individuelle - 1/2 finales                |
| 24 octobre | 13 h 00 | Femmes - keirin, - 1er tour, repêchage                     |
| 24 octobre | 13 h 48 | Femmes - course aux points                                 |
| 24 octobre | 13 h 48 | Hommes - vitesse individuelle - finales                    |
| 24 octobre | 13 h 48 | Femmes - keirin, 2e tour                                   |
| 24 octobre | 13 h 48 | Hommes - course à l'américaine                             |
| 24 octobre | 13 h 48 | Hommes - course par élimination                            |
| 24 octobre | 13 h 48 | Femmes - keirin, - 3e tour                                 |
| 24 octobre | 13 h 48 | Femmes - keirin - finales                                  |

## Médaillés
- (q) signifie que le coureur n'a pas participé à la finale pour la médaille, mais à un tour qualificatif.

### Hommes
| Épreuves                                       | Or                                                                                    | Or             | Argent                                                               | Argent         | Bronze                                                                                | Bronze         |
| ---------------------------------------------- | ------------------------------------------------------------------------------------- | -------------- | -------------------------------------------------------------------- | -------------- | ------------------------------------------------------------------------------------- | -------------- |
| Kilomètre contre-la-montre résultats détaillés | Jeffrey Hoogland                                                                      | 58 s 418       | Nicholas Paul                                                        | 59 s 791       | Joachim Eilers                                                                        | 1 min 0 s 008  |
| Keirin résultats détaillés                     | Harrie Lavreysen                                                                      |                | Jeffrey Hoogland                                                     |                | Mikhail Iakovlev                                                                      |                |
| Vitesse individuelle résultats détaillés       | Harrie Lavreysen                                                                      |                | Jeffrey Hoogland                                                     |                | Sébastien Vigier                                                                      |                |
| Vitesse par équipes résultats détaillés        | Pays-Bas Roy van den Berg Harrie Lavreysen Jeffrey Hoogland                           | 41 s 979       | France Florian Grengbo Sébastien Vigier Rayan Helal                  | 42 s 550       | Allemagne Nik Schröter Joachim Eilers Stefan Bötticher Marc Jurczyk (q)               | 43 s 141       |
| Poursuite individuelle résultats détaillés     | Ashton Lambie                                                                         | 4 min 5 s 060  | Jonathan Milan                                                       | 4 min 6 s 149  | Filippo Ganna                                                                         |                |
| Poursuite par équipes résultats détaillés      | Italie Liam Bertazzo Simone Consonni Filippo Ganna Jonathan Milan Francesco Lamon (q) | 3 min 47 s 192 | France Thomas Boudat Thomas Denis Valentin Tabellion Benjamin Thomas | 3 min 49 s 168 | Grande-Bretagne Ethan Hayter Ethan Vernon Charlie Tanfield Oliver Wood Kian Emadi (q) | 3 min 51 s 205 |
| Course aux points résultats détaillés          | Benjamin Thomas                                                                       | 94 pts         | Kenny De Ketele                                                      | 84 pts         | Vincent Hoppezak                                                                      | 35 pts         |
| Américaine résultats détaillés                 | Danemark Lasse Norman Hansen Michael Mørkøv                                           | 68 pts         | Italie Simone Consonni Michele Scartezzini                           | 64 pts         | Belgique Kenny De Ketele Robbe Ghys                                                   | 62 pts         |
| Scratch résultats détaillés                    | Donavan Grondin                                                                       |                | Tuur Dens                                                            |                | Rhys Britton                                                                          |                |
| Omnium résultats détaillés                     | Ethan Hayter                                                                          | 180 pts        | Aaron Gate                                                           | 124 pts        | Elia Viviani                                                                          | 121 pts        |
| Course à l'élimination résultats détaillés     | Elia Viviani                                                                          |                | Iúri Leitão                                                          |                | Sergei Rostovtsev                                                                     |                |

### Femmes
| Épreuves                                        | Or                                                                     | Or             | Argent                                                                                      | Argent         | Bronze                                                                              | Bronze         |
| ----------------------------------------------- | ---------------------------------------------------------------------- | -------------- | ------------------------------------------------------------------------------------------- | -------------- | ----------------------------------------------------------------------------------- | -------------- |
| 500 mètres contre-la-montre résultats détaillés | Lea Sophie Friedrich                                                   | 33 s 057       | Anastasiia Voinova                                                                          | 33 s 163       | Daria Shmeleva                                                                      | 33 s 164       |
| Keirin résultats détaillés                      | Lea Sophie Friedrich                                                   |                | Mina Sato                                                                                   |                | Yana Tyshchenko                                                                     |                |
| Vitesse individuelle résultats détaillés        | Emma Hinze                                                             |                | Lea Sophie Friedrich                                                                        |                | Kelsey Mitchell                                                                     |                |
| Vitesse par équipes résultats détaillés         | Allemagne Lea Sophie Friedrich Pauline Grabosch Emma Hinze             | 46 s 064 (RM)  | Russie Natalia Antonova Anastasiia Voinova Daria Shmeleva Yana Tyshchenko (q)               | 46 s 718       | Grande-Bretagne Sophie Capewell Blaine Ridge-Davis Millicent Tanner Lauren Bate (q) | 48 s 059       |
| Poursuite résultats détaillés                   | Lisa Brennauer                                                         | 3 min 18 s 258 | Franziska Brauße                                                                            | 3 min 22 s 980 | Mieke Kröger                                                                        |                |
| Poursuite par équipes résultats détaillés       | Allemagne Franziska Brauße Lisa Brennauer Mieke Kröger Laura Süßemilch | 4 min 8 s 752  | Italie Elisa Balsamo Martina Alzini Chiara Consonni Martina Fidanza Letizia Paternoster (q) | 4 min 13 s 690 | Grande-Bretagne Katie Archibald Megan Barker Neah Evans Josie Knight                | 4 min 17 s 359 |
| Course aux points résultats détaillés           | Lotte Kopecky                                                          | 76 pts         | Katie Archibald                                                                             | 72 pts         | Kirsten Wild                                                                        | 60 pts         |
| Américaine résultats détaillés                  | Pays-Bas Amy Pieters Kirsten Wild                                      | 35 pts         | France Clara Copponi Marie Le Net                                                           | 30 pts         | Royaume-Uni Katie Archibald Neah Evans                                              | 24 pts         |
| Scratch résultats détaillés                     | Martina Fidanza                                                        |                | Maike van der Duin                                                                          |                | Jennifer Valente                                                                    |                |
| Omnium résultats détaillés                      | Katie Archibald                                                        | 137 pts        | Lotte Kopecky                                                                               | 119 pts        | Elisa Balsamo                                                                       | 116 pts        |
| Course à l'élimination résultats détaillés      | Letizia Paternoster                                                    |                | Lotte Kopecky                                                                               |                | Jennifer Valente                                                                    |                |

## Résultats détaillés

### Hommes

#### Kilomètre
- Finale[14]

| Pos                | Nom                | Pays              | Temps    | Écart  | Notes |
| ------------------ | ------------------ | ----------------- | -------- | ------ | ----- |
| Médaille d'or      | Jeffrey Hoogland   | Pays-Bas          | 58.418   |        |       |
| Médaille d'argent  | Nicholas Paul      | Trinité-et-Tobago | 59.791   | +1.373 |       |
| Médaille de bronze | Joachim Eilers     | Allemagne         | 1:00.008 | +1.590 |       |
| 4                  | Patryk Rajkowski   | Pologne           | 1:00.624 | +2.206 |       |
| 5                  | Sam Ligtlee        | Pays-Bas          | 1:00.669 | +2.251 |       |
| 6                  | Alexander Sharapov | Russie            | 1:00.928 | +2.510 |       |
| 7                  | Alejandro Martínez | Espagne           | 1:01.213 | +2.795 |       |
| 8                  | Yuta Obara         | Japon             | 1:01.385 | +2.967 |       |

#### Keirin
- Finale[18]

| Pos                | Nom              | Pays              | Écart  | Notes |
| ------------------ | ---------------- | ----------------- | ------ | ----- |
| Médaille d'or      | Harrie Lavreysen | Pays-Bas          |        |       |
| Médaille d'argent  | Jeffrey Hoogland | Pays-Bas          | +0.070 |       |
| Médaille de bronze | Mikhail Iakovlev | Russie            | +0.101 |       |
| 4                  | Nicholas Paul    | Trinité-et-Tobago | +0.177 |       |
| 5                  | Kento Yamasaki   | Japon             | +0.290 |       |
| 6                  | Rayan Helal      | France            | +0.310 |       |

- Petite finale

| Pos | Nom               | Pays      | Écart   | Notes   |
| --- | ----------------- | --------- | ------- | ------- |
| 7   | Stefan Bötticher  | Allemagne |         |         |
| 8   | Jai Angsuthasawit | Thaïlande | +0.146  |         |
| 9   | Hugo Barrette     | Canada    | +0.303  |         |
| 10  | Sébastien Vigier  | France    | +0.322  |         |
| 11  | Koyu Matsui       | Japon     | Abandon | Abandon |
| 11  | Jair Tjon En Fa   | Suriname  | Abandon | Abandon |

#### Vitesse
- Finales[24]

| Pos                              | Nom              | Pays      | 1re manche | 2e manche | 3e manche |
| -------------------------------- | ---------------- | --------- | ---------- | --------- | --------- |
| Match pour la médaille d'or      |                  |           |            |           |           |
| Médaille d'or                    | Harrie Lavreysen | Pays-Bas  | X          | X         |           |
| Médaille d'argent                | Jeffrey Hoogland | Pays-Bas  | +0.152     | +0.178    |           |
| Match pour la médaille de bronze |                  |           |            |           |           |
| Médaille de bronze               | Sébastien Vigier | France    | X          | +0.035    | X         |
| 4                                | Stefan Bötticher | Allemagne | REL        | X         | +0.044    |

#### Vitesse par équipes
- Finales[27]

| Pos                              | Équipe                                                      | Temps  | Écart  | Notes |
| -------------------------------- | ----------------------------------------------------------- | ------ | ------ | ----- |
| Match pour la médaille d'or      |                                                             |        |        |       |
| Médaille d'or                    | Pays-Bas Jeffrey Hoogland Harrie Lavreysen Roy van den Berg | 41.979 |        |       |
| Médaille d'argent                | France Florian Grengbo Rayan Helal Sébastien Vigier         | 42.550 | +0.571 |       |
| Match pour la médaille de bronze |                                                             |        |        |       |
| Médaille de bronze               | Allemagne Stefan Bötticher Joachim Eilers Nik Schröter      | 43.141 |        |       |
| 4                                | Russie Ivan Gladyshev Alexander Sharapov Pavel Yakushevskiy | 43.717 | +0.676 |       |

#### Poursuite individuelle
- Finales[29]

| Course pour la médaille d'or      |                |            |          |        |
| Médaille d'or                     | Ashton Lambie  | États-Unis | 4:05.060 |        |
| Médaille d'argent                 | Jonathan Milan | Italie     | 4:06.149 | +1.089 |
| Course pour la médaille de bronze |                |            |          |        |
| Médaille de bronze                | Filippo Ganna  | Italie     |          |        |
| 4                                 | Claudio Imhof  | Suisse     | rejoint  |        |

#### Poursuite par équipes
- Finales[32]

| Pos                              | Équipe                                                                      | Temps    | Écart  | Notes |
| -------------------------------- | --------------------------------------------------------------------------- | -------- | ------ | ----- |
| Match pour la médaille d'or      |                                                                             |          |        |       |
| Médaille d'or                    | Italie Liam Bertazzo Simone Consonni Filippo Ganna Jonathan Milan           | 3:47.192 |        |       |
| Médaille d'argent                | France Thomas Boudat Thomas Denis Valentin Tabellion Benjamin Thomas        | 3:49.168 | +1.976 |       |
| Match pour la médaille de bronze |                                                                             |          |        |       |
| Médaille de bronze               | Grande-Bretagne Ethan Hayter Ethan Vernon Charlie Tanfield Oliver Wood      | 3:51.205 |        |       |
| 4                                | Danemark Matias Malmberg Tobias Hansen Carl-Frederik Bévort Rasmus Pedersen | 3:53.182 | +1.977 |       |

#### Course aux points
| Pos                | Nom                   | Pays             | Points au tour | Points au sprint | Total   |
| ------------------ | --------------------- | ---------------- | -------------- | ---------------- | ------- |
| Médaille d'or      | Benjamin Thomas       | France           | 40             | 54               | 94      |
| Médaille d'argent  | Kenny De Ketele       | Belgique         | 60             | 24               | 84      |
| Médaille de bronze | Vincent Hoppezak      | Pays-Bas         | 20             | 15               | 35      |
| 4                  | Sebastián Mora        | Espagne          | 20             | 4                | 24      |
| 5                  | Ethan Vernon          | Grande-Bretagne  | 0              | 19               | 19      |
| 6                  | Valère Thiébaud       | Suisse           | 0              | 16               | 16      |
| 7                  | Corbin Strong         | Nouvelle-Zélande | 0              | 14               | 14      |
| 8                  | Michele Scartezzini   | Italie           | 0              | 9                | 9       |
| 9                  | Theo Reinhardt        | Allemagne        | 0              | 8                | 8       |
| 10                 | Vlas Shichkin         | Russie           | 0              | 6                | 6       |
| 11                 | Vitaliy Hryniv        | Ukraine          | 0              | 3                | 3       |
| 12                 | Gavin Hoover          | États-Unis       | −20            | 8                | −12     |
| 13                 | Wojciech Pszczolarski | Pologne          | −20            | 2                | −18     |
| 14                 | Daniel Crista         | Roumanie         | −20            | 0                | −20     |
| 15                 | Facundo Lezica        | Argentine        | −40            | 0                | −40     |
| 16                 | Martin Chren          | Slovaquie        | −40            | 0                | −40     |
| 17                 | Nicolas Pietrula      | Tchéquie         | −40            | 0                | −40     |
| 18                 | José Muñiz            | Mexique          | −100           | 0                | −100    |
| –                  | Dzianis Mazur         | Biélorussie      | Abandon        | Abandon          | Abandon |
| –                  | Lotfi Tchambaz        | Algérie          | Abandon        | Abandon          | Abandon |
| –                  | Bryan Gómez           | Colombie         | Abandon        | Abandon          | Abandon |

#### Américaine
| Pos                | Nom                                 | Pays             | Points au tour | Points au sprint | Total   |
| ------------------ | ----------------------------------- | ---------------- | -------------- | ---------------- | ------- |
| Médaille d'or      | Lasse Norman Hansen Michael Mørkøv  | Danemark         | 20             | 48               | 68      |
| Médaille d'argent  | Simone Consonni Michele Scartezzini | Italie           | 40             | 24               | 64      |
| Médaille de bronze | Kenny De Ketele Robbe Ghys          | Belgique         | 20             | 42               | 62      |
| 4                  | Ethan Hayter Oliver Wood            | Grande-Bretagne  | 20             | 38               | 58      |
| 5                  | Morgan Kneisky Benjamin Thomas      | France           | 20             | 38               | 58      |
| 6                  | João Matias Rui Oliveira            | Portugal         | 20             | 7                | 27      |
| 7                  | Robin Froidevaux Lukas Rüegg        | Suisse           | 0              | 11               | 11      |
| 9                  | Aaron Gate Corbin Strong            | Nouvelle-Zélande | 0              | 7                | 7       |
| 8                  | Kelland O'Brien Luke Plapp          | Australie        | 0              | 8                | 8       |
| 10                 | Lev Gonov Vlas Shichkin             | Russie           | 0              | 6                | 6       |
| 11                 | Erik Martorell Illart Zuazubiskar   | Espagne          | −80            | 0                | −80     |
| –                  | Szymon Sajnok Daniel Staniszewski   | Pologne          | Abandon        | Abandon          | Abandon |
| –                  | Denis Rugovac Daniel Babor          | Tchéquie         | Abandon        | Abandon          | Abandon |
| –                  | José Muñiz Jorge Peyrot             | Mexique          | Abandon        | Abandon          | Abandon |
| –                  | Yauheni Karaliok Aliaksei Shmantsar | Biélorussie      | Abandon        | Abandon          | Abandon |
| –                  | Maximilian Schmidbauer Andreas Graf | Autriche         | Abandon        | Abandon          | Abandon |
| –                  | Volodymyr Dzhus Maksym Vasyliev     | Ukraine          | Abandon        | Abandon          | Abandon |

#### Scratch
| Pos                | Nom                    | Pays              | Tours |
| ------------------ | ---------------------- | ----------------- | ----- |
| Médaille d'or      | Donavan Grondin        | France            |       |
| Médaille d'argent  | Tuur Dens              | Belgique          |       |
| Médaille de bronze | Rhys Britton           | Grande-Bretagne   |       |
| 4                  | Roy Eefting            | Pays-Bas          |       |
| 5                  | Kazushige Kuboki       | Japon             |       |
| 6                  | Daniel Babor           | Tchéquie          |       |
| 7                  | Tim Torn Teutenberg    | Allemagne         |       |
| 8                  | Tobias Hansen          | Danemark          |       |
| 9                  | Elia Viviani           | Italie            |       |
| 10                 | Rui Oliveira           | Portugal          |       |
| 11                 | Sebastián Mora         | Espagne           |       |
| 12                 | Robin Froidevaux       | Suisse            |       |
| 13                 | Sergei Rostovtsev      | Russie            |       |
| 14                 | Yauheni Karaliok       | Biélorussie       |       |
| 15                 | Roman Gladysh          | Ukraine           |       |
| 16                 | Bartosz Rudyk          | Pologne           |       |
| 17                 | Krisztián Lovassy      | Hongrie           |       |
| 18                 | Maximilian Schmidbauer | Autriche          |       |
| 19                 | Gavin Hoover           | États-Unis        |       |
| 20                 | Yacine Chalel          | Algérie           | −1    |
| 21                 | Akil Campbell          | Trinité-et-Tobago | −1    |
| 22                 | Martin Chren           | Slovaquie         | −1    |

#### Omnium
- Course aux points et classement final[41]

| Rang               | Nom                   | Pays              | Points au tour | Points au sprint | Points total |
| ------------------ | --------------------- | ----------------- | -------------- | ---------------- | ------------ |
| Médaille d'or      | Ethan Hayter          | Grande-Bretagne   | 40             | 26               | 180          |
| Médaille d'argent  | Aaron Gate            | Nouvelle-Zélande  | 0              | 16               | 124          |
| Médaille de bronze | Elia Viviani          | Italie            | 20             | 15               | 121          |
| 4                  | Iúri Leitão           | Portugal          | 0              | 19               | 117          |
| 5                  | Erik Martorell        | Espagne           | 20             | 6                | 112          |
| 6                  | Matias Malmberg       | Danemark          | 0              | 8                | 102          |
| 7                  | Donavan Grondin       | France            | 0              | 11               | 101          |
| 8                  | Fabio Van den Bossche | Belgique          | 20             | 10               | 78           |
| 9                  | Eiya Hashimoto        | Japon             | 0              | 0                | 78           |
| 10                 | Derek Gee             | Canada            | 0              | 2                | 68           |
| 11                 | Alan Banaszek         | Pologne           | 20             | 0                | 68           |
| 12                 | Yauheni Karaliok      | Biélorussie       | 0              | 0                | 60           |
| 13                 | Kelland O'Brien       | Australie         | 0              | 0                | 50           |
| 14                 | Gavin Hoover          | États-Unis        | 0              | 0                | 38           |
| 15                 | Alex Vogel            | Suisse            | –20            | 0                | 34           |
| 16                 | Roy Eefting           | Pays-Bas          | 0              | 0                | 33           |
| 17                 | Viktor Filutás        | Hongrie           | 0              | 8                | 26           |
| 18                 | Juan Esteban Arango   | Colombie          | 0              | 0                | 22           |
| 19                 | Ricardo Peña          | Mexique           | –20            | 0                | –5           |
| –                  | Denis Rugovac         | Tchéquie          | Abandon        | Abandon          | Abandon      |
| –                  | Akil Campbell         | Trinité-et-Tobago | Abandon        | Abandon          | Abandon      |
| –                  | Tim Teutenberg        | Allemagne         | Abandon        | Abandon          | Abandon      |
| –                  | Gleb Syritsa          | Russie            | Abandon        | Abandon          | Abandon      |
| –                  | Daniel Crista         | Roumanie          | Abandon        | Abandon          | Abandon      |

#### Course à élimination
| Pos                | Nom                    | Pays              |
| ------------------ | ---------------------- | ----------------- |
| Médaille d'or      | Elia Viviani           | Italie            |
| Médaille d'argent  | Iúri Leitão            | Portugal          |
| Médaille de bronze | Sergey Rostovtsev      | Russie            |
| 4                  | Donavan Grondin        | France            |
| 5                  | Jules Hesters          | Belgique          |
| 6                  | Ethan Vernon           | Grande-Bretagne   |
| 7                  | Erik Martorell         | Espagne           |
| 8                  | Gavin Hoover           | États-Unis        |
| 9                  | Rotem Tene             | Israël            |
| 10                 | Yacine Chalel          | Algérie           |
| 11                 | Jan Voneš              | Tchéquie          |
| 12                 | Tobias Hansen          | Danemark          |
| 13                 | Roman Gladysh          | Ukraine           |
| 14                 | Jordan Parra           | Colombie          |
| 15                 | Yauheni Karaliok       | Biélorussie       |
| 16                 | Theo Reinhardt         | Allemagne         |
| 17                 | Akil Campbell          | Trinité-et-Tobago |
| 18                 | Eiya Hashimoto         | Japon             |
| 19                 | José Muñiz             | Mexique           |
| 20                 | Facundo Lezica         | Argentine         |
| 21                 | Maximilian Schmidbauer | Autriche          |
| 22                 | Claudio Imhof          | Suisse            |

### Femmes

#### 500 mètres
- Finale[44]

| Pos                | Nom                      | Pays      | Temps  | Écart  | Notes |
| ------------------ | ------------------------ | --------- | ------ | ------ | ----- |
| Médaille d'or      | Lea Sophie Friedrich     | Allemagne | 33.057 |        |       |
| Médaille d'argent  | Anastasiia Voinova       | Russie    | 33.163 | +0.106 |       |
| Médaille de bronze | Daria Shmeleva           | Russie    | 33.164 | +0.107 |       |
| 4                  | Pauline Grabosch         | Allemagne | 33.177 | +0.120 |       |
| 5                  | Miriam Vece              | Italie    | 33.300 | +0.243 |       |
| 6                  | Yana Tyshchenko          | Russie    | 33.337 | +0.280 |       |
| 7                  | Martha Bayona            | Colombie  | 33.546 | +0.489 |       |
| 8                  | Alessa-Catriona Pröpster | Allemagne | 34.814 | +1.757 |       |

#### Keirin
- Finale[48]

| Pos                | Nom                  | Pays       | Écart         | Notes         |
| ------------------ | -------------------- | ---------- | ------------- | ------------- |
| Médaille d'or      | Lea Sophie Friedrich | Allemagne  |               |               |
| Médaille d'argent  | Mina Sato            | Japon      | +0.068        |               |
| Médaille de bronze | Yana Tyshchenko      | Russie     | +0.184        |               |
| 4                  | Madalyn Godby        | États-Unis | +0.331        |               |
| 5                  | Kelsey Mitchell      | Canada     | +0.357        |               |
| 6                  | Daria Shmeleva       | Russie     | Pas au départ | Pas au départ |

- Petite finale

| Pos | Nom                 | Pays     | Écart         | Notes         |
| --- | ------------------- | -------- | ------------- | ------------- |
| 7   | Shanne Braspennincx | Pays-Bas |               |               |
| 8   | Martha Bayona       | Colombie | +0.042        |               |
| 9   | Mathilde Gros       | France   | +0.170        |               |
| 10  | Lauriane Genest     | Canada   | +0.205        |               |
| 11  | Laurine van Riessen | Pays-Bas | +0.532        |               |
| 12  | Yuli Verdugo        | Mexique  | Pas au départ | Pas au départ |

#### Vitesse
- Finales[54]

| Pos                              | Nom                  | Pays      | 1re manche | 2e manche | 3e manche |
| -------------------------------- | -------------------- | --------- | ---------- | --------- | --------- |
| Match pour la médaille d'or      |                      |           |            |           |           |
| Médaille d'or                    | Emma Hinze           | Allemagne | X          | X         |           |
| Médaille d'argent                | Lea Sophie Friedrich | Allemagne | +0.117     | +0.129    |           |
| Match pour la médaille de bronze |                      |           |            |           |           |
| Médaille de bronze               | Kelsey Mitchell      | Canada    | X          | X         |           |
| 4                                | Lauriane Genest      | Canada    | +0.087     | +0.050    |           |

#### Vitesse par équipes
- Finales[57]

| Pos                              | Équipe                                                          | Temps  | Écart  | Notes |
| -------------------------------- | --------------------------------------------------------------- | ------ | ------ | ----- |
| Match pour la médaille d'or      |                                                                 |        |        |       |
| Médaille d'or                    | Allemagne Lea Sophie Friedrich Pauline Grabosch Emma Hinze      | 46.064 |        | RM    |
| Médaille d'argent                | Russie Natalia Antonova Daria Shmeleva Yana Tyshchenko          | 46.718 | +0.654 |       |
| Match pour la médaille de bronze |                                                                 |        |        |       |
| Médaille de bronze               | Grande-Bretagne Sophie Capewell Blaine Ridge-Davis Milly Tanner | 48.059 |        |       |
| 4                                | Japon Riyu Ohta Mina Sato Fuko Umekawa                          | 48.612 | +0.553 |       |

#### Poursuite individuelle
- Finales[59]

| Pos                               | Nom              | Pays      | Temps    | Écart  |
| --------------------------------- | ---------------- | --------- | -------- | ------ |
| Course pour la médaille d'or      |                  |           |          |        |
| Médaille d'or                     | Lisa Brennauer   | Allemagne | 3:18.258 |        |
| Médaille d'argent                 | Franziska Brauße | Allemagne | 3:22.980 | +4.732 |
| Course pour la médaille de bronze |                  |           |          |        |
| Médaille de bronze                | Mieke Kröger     | Allemagne |          |        |
| 4                                 | Martina Alzini   | Italie    | rejointe |        |

#### Poursuite par équipes
- Finales[62]

| Pos                              | Équipe                                                                     | Temps    | Écart  | Notes |
| -------------------------------- | -------------------------------------------------------------------------- | -------- | ------ | ----- |
| Match pour la médaille d'or      |                                                                            |          |        |       |
| Médaille d'or                    | Allemagne Franziska Brauße Lisa Brennauer Mieke Kröger Laura Süßemilch     | 4:08.752 |        |       |
| Médaille d'argent                | Italie Elisa Balsamo Martina Alzini Chiara Consonni Martina Fidanza        | 4:13.690 | +4.938 |       |
| Match pour la médaille de bronze |                                                                            |          |        |       |
| Médaille de bronze               | Grande-Bretagne Katie Archibald Megan Barker Neah Evans Josie Knight       | 4:17.459 |        |       |
| 4                                | Canada Ngaire Barraclough Erin Attwell Maggie Coles-Lyster Devaney Collier | 4:22.889 | +5.430 |       |

#### Course aux points
| Pos                | Nom                    | Pays            | Points au tour | Points au sprint | Total         |
| ------------------ | ---------------------- | --------------- | -------------- | ---------------- | ------------- |
| Médaille d'or      | Lotte Kopecky          | Belgique        | 60             | 16               | 76            |
| Médaille d'argent  | Katie Archibald        | Grande-Bretagne | 40             | 32               | 72            |
| Médaille de bronze | Kirsten Wild           | Pays-Bas        | 40             | 20               | 60            |
| 4                  | Marion Borras          | France          | 40             | 14               | 54            |
| 5                  | Silvia Zanardi         | Italie          | 40             | 11               | 51            |
| 6                  | Maria Martins          | Portugal        | 40             | 1                | 41            |
| 7                  | Jennifer Valente       | États-Unis      | 20             | 13               | 33            |
| 8                  | Anita Stenberg         | Norvège         | 20             | 2                | 22            |
| 9                  | Karolina Karasiewicz   | Pologne         | 20             | 2                | 22            |
| 10                 | Hanna Solovey          | Ukraine         | 20             | 0                | 20            |
| 11                 | Verena Eberhardt       | Autriche        | 0              | 2                | 2             |
| 12                 | Maggie Coles-Lyster    | Canada          | 0              | 2                | 2             |
| 13                 | Nastassia Kiptsikava   | Biélorussie     | 0              | 1                | 1             |
| 14                 | Yareli Acevedo         | Mexique         | 0              | 0                | 0             |
| 15                 | Lena Mettraux          | Suisse          | 0              | 0                | 0             |
| 16                 | Johanna Kitti Borissza | Hongrie         | 0              | 0                | 0             |
| 17                 | Jarmila Machačová      | Tchéquie        | 0              | 0                | 0             |
| 18                 | Tania Calvo            | Espagne         | −20            | 5                | −15           |
| 19                 | Tereza Medveďová       | Slovaquie       | −40            | 0                | −40           |
| –                  | Fanny Cauchois         | Laos            | −40            | Abandon          | Abandon       |
| –                  | Gulnaz Khatuntseva     | Russie          | Pas au départ  | Pas au départ    | Pas au départ |

#### Américaine
| Pos                | Nom                                       | Pays             | Points au tour | Points au sprint | Total   |
| ------------------ | ----------------------------------------- | ---------------- | -------------- | ---------------- | ------- |
| Médaille d'or      | Amy Pieters Kirsten Wild                  | Pays-Bas         | 0              | 35               | 35      |
| Médaille d'argent  | Clara Copponi Marie Le Net                | France           | 0              | 30               | 30      |
| Médaille de bronze | Katie Archibald Neah Evans                | Grande-Bretagne  | 0              | 24               | 24      |
| 4                  | Letizia Paternoster Rachele Barbieri      | Italie           | 0              | 23               | 23      |
| 5                  | Amalie Dideriksen Julie Leth              | Danemark         | 0              | 11               | 11      |
| 6                  | Georgia Baker Alexandra Manly             | Australie        | 0              | 5                | 5       |
| 7                  | Maria Novolodskaya Mariia Miliaeva        | Russie           | –20            | 14               | –6      |
| 8                  | Shari Bossuyt Katrijn De Clercq           | Belgique         | –20            | 1                | –19     |
| 9                  | Ally Wollaston Michaela Drummond          | Nouvelle-Zélande | –20            | 0                | –20     |
| 10                 | Lea Lin Teutenberg Lena Charlotte Reißner | Allemagne        | –40            | 0                | –40     |
| 11                 | Michelle Andres Léna Mettraux             | Suisse           | –40            | 0                | –40     |
| –                  | Daria Pikulik Wiktoria Pikulik            | Pologne          | Abandon        | Abandon          | Abandon |
| –                  | Hanna Tserakh Nastassia Kiptsikava        | Biélorussie      | Abandon        | Abandon          | Abandon |
| –                  | Kseniia Fedotova Tetyana Klimchenko       | Ukraine          | Abandon        | Abandon          | Abandon |
| –                  | Eukene Larrarte Ziortza Isasi             | Espagne          | Abandon        | Abandon          | Abandon |

#### Scratch
| Pos                | Nom                    | Pays            | Tours         |
| ------------------ | ---------------------- | --------------- | ------------- |
| Médaille d'or      | Martina Fidanza        | Italie          |               |
| Médaille d'argent  | Maike van der Duin     | Pays-Bas        |               |
| Médaille de bronze | Jennifer Valente       | États-Unis      |               |
| 4                  | Maggie Coles-Lyster    | Canada          |               |
| 5                  | Hanna Tserakh          | Biélorussie     |               |
| 6                  | Victoire Berteau       | France          |               |
| 7                  | Alžbeta Bačíková       | Slovaquie       |               |
| 8                  | Daria Pikulik          | Pologne         |               |
| 9                  | Petra Ševčíková        | Tchéquie        |               |
| 10                 | Neah Evans             | Grande-Bretagne |               |
| 11                 | Tania Calvo            | Espagne         |               |
| 12                 | Anita Stenberg         | Norvège         |               |
| 13                 | Olivija Baleišytė      | Lituanie        |               |
| 14                 | Yumi Kajihara          | Japon           |               |
| 15                 | Tetyana Klimchenko     | Ukraine         |               |
| 16                 | Aline Seitz            | Suisse          |               |
| 17                 | Verena Eberhardt       | Autriche        |               |
| 18                 | Victoria Velasco       | Mexique         |               |
| 19                 | Amber Joseph           | Barbade         |               |
| 20                 | Johanna Kitti Borissza | Hongrie         |               |
| –                  | Maria Martins          | Portugal        | Pas au départ |

#### Omnium
- Course aux points et classement final[73]

| Rang               | Nom                | Pays             | Points au tour | Points au sprint | Points total |
| ------------------ | ------------------ | ---------------- | -------------- | ---------------- | ------------ |
| Médaille d'or      | Katie Archibald    | Grande-Bretagne  | 0              | 17               | 137          |
| Médaille d'argent  | Lotte Kopecky      | Belgique         | 40             | 8                | 119          |
| Médaille de bronze | Elisa Balsamo      | Italie           | 0              | 16               | 116          |
| 4                  | Clara Copponi      | France           | 0              | 19               | 113          |
| 5                  | Maria Martins      | Portugal         | 20             | 4                | 106          |
| 6                  | Jennifer Valente   | États-Unis       | 0              | 3                | 99           |
| 7                  | Amalie Dideriksen  | Danemark         | 20             | 7                | 99           |
| 8                  | Olivija Baleišytė  | Lituanie         | 0              | 0                | 86           |
| 9                  | Maike van der Duin | Pays-Bas         | 0              | 5                | 73           |
| 10                 | Ally Wollaston     | Nouvelle-Zélande | 20             | 4                | 68           |
| 11                 | Nikol Płosaj       | Pologne          | 0              | 7                | 63           |
| 12                 | Eukene Larrarte    | Espagne          | 0              | 0                | 56           |
| 13                 | Hanna Solovey      | Ukraine          | 0              | 1                | 48           |
| 14                 | Hanna Tserakh      | Biélorussie      | 0              | 0                | 47           |
| 15                 | Yumi Kajihara      | Japon            | 20             | 4                | 45           |
| 16                 | Verena Eberhardt   | Autriche         | 0              | 1                | 33           |
| 17                 | Aline Seitz        | Suisse           | 0              | 0                | 28           |
| 18                 | Rinata Sultanova   | Kazakhstan       | 0              | 0                | 27           |
| 19                 | Petra Ševčíková    | Tchéquie         | −40            | 0                | 14           |
| 20                 | Victoria Velasco   | Mexique          | 0              | 3                | 6            |
| 21                 | Anita Stenberg     | Norvège          | 0              | 0                | 4            |
| 22                 | Alžbeta Bačíková   | Slovaquie        | −60            | 0                | −35          |
| –                  | Ngaire Barraclough | Canada           | Abandon        | Abandon          | Abandon      |
| –                  | Gulnaz Khatuntseva | Russie           | Abandon        | Abandon          | Abandon      |

#### Course à élimination
| Pos                | Nom                 | Pays            |
| ------------------ | ------------------- | --------------- |
| Médaille d'or      | Letizia Paternoster | Italie          |
| Médaille d'argent  | Lotte Kopecky       | Belgique        |
| Médaille de bronze | Jennifer Valente    | États-Unis      |
| 4                  | Maria Novolodskaya  | Russie          |
| 5                  | Olivija Baleišytė   | Lituanie        |
| 6                  | Aksana Salauyeva    | Biélorussie     |
| 7                  | Valentine Fortin    | France          |
| 8                  | Michelle Andres     | Suisse          |
| 9                  | Eukene Larrarte     | Espagne         |
| 10                 | Rinata Sultanova    | Kazakhstan      |
| 11                 | Lina Rojas          | Colombie        |
| 12                 | Alžbeta Bačíková    | Slovaquie       |
| 13                 | Yumi Kajihara       | Japon           |
| 14                 | Kseniia Fedotova    | Ukraine         |
| 15                 | Nikol Płosaj        | Pologne         |
| 16                 | Ella Barnwell       | Grande-Bretagne |
| 17                 | Anita Stenberg      | Norvège         |
| 18                 | Yareli Acevedo      | Mexique         |
| 19                 | Petra Ševčíková     | Tchéquie        |
| 20                 | Sarah Van Dam       | Canada          |
| 21                 | Tawakalt Yekeen     | Nigeria         |
| –                  | Maria Martins       | Portugal        |

## Tableau des médailles
| Rang  | Nation            | Or | Argent | Bronze | Total |
| ----- | ----------------- | -- | ------ | ------ | ----- |
| 1     | Allemagne         | 6  | 2      | 3      | 11    |
| 2     | Pays-Bas          | 5  | 3      | 2      | 10    |
| 3     | Italie            | 4  | 3      | 3      | 10    |
| 4     | France            | 2  | 3      | 1      | 6     |
| 5     | Grande-Bretagne   | 2  | 1      | 5      | 8     |
| 6     | Belgique          | 1  | 4      | 1      | 6     |
| 7     | États-Unis        | 1  | 0      | 2      | 3     |
| 8     | Danemark          | 1  | 0      | 0      | 1     |
| 9     | Russie            | 0  | 2      | 4      | 6     |
| 10    | Japon             | 0  | 1      | 0      | 1     |
| 10    | Nouvelle-Zélande  | 0  | 1      | 0      | 1     |
| 10    | Portugal          | 0  | 1      | 0      | 1     |
| 10    | Trinité-et-Tobago | 0  | 1      | 0      | 1     |
| 14    | Canada            | 0  | 0      | 1      | 1     |
| Total | Total             | 22 | 22     | 22     | 66    |